# John Travolta
John Joseph Travolta (født 18. februar 1954 i Englewood, New Jersey) er en amerikansk skuespiller, danser og sanger. Travolta blev kendt i 1970'erne efter at have optrådt i tv-serien Welcome Back, Kotter, og han fik sit helt store gennembrud i de to succeser Saturday Night Fever og Grease. Saturday Night Fever var bl.a. en af årets største kommercielle film og regnes i dag for at være den mest essentielle film, som skildrede den udbredte disco-kultur i slutningen af 1970'erne. Efter roste optrædener i filmene Urban Cowboy og den meget anerkendte thriller Blow Out røg han ud på en karrieremæssig deroute – især grundet en kritisabel prioritering af roller. Travolta afslog i 1980'erne hovedroller i American Gigolo og An Officer and a Gentleman – begge roller gik i stedet til Richard Gere og Travolta medvirkede i stedet i floppende Staying Alive og Two of a Kind. I 1985 forsøgte, og fejlede, han med Perfect.
I 1988 fik den romantiske komedie Look Who's Talking premiere. Den var produceret for 7,5 millioner dollars, og endte med en indtjening på over 290 millioner dollars. Travoltas genvindende succes kom i 1994 i rollen som den heroinafhængige lejemorder Vincent Vega i Quentin Tarantinos anmelderroste Pulp Fiction. Året efter blev han rost for sin rolle i komedien Get Shorty. Succesen blev opfulgt i filmene Michael, Phenomenon og Broken Arrow – alle tre i 1996. I 1997 spillede han overfor Nicolas Cage i thrilleren Face/Off. Han fortsatte op gennem slutningen af 1990'erne med anerkendte roller i The Thin Red Line, Primary Colors og The General's Daughter. I år 2000 medvirkede han i den dystopiske science fiction Battlefield Earth – en film som var baseret på Scientologys grundlægger L. Ron Hubbards bog af samme navn. Battlefield Earth var dog mindre succesfuld og gav Travolta tre Razzie Awards, bl.a. prisen for den værste skuespiller. I 2001 spillede han hovedrolleren i thrilleren Domestic Disturbance og i actionfilmen Swordfish sammen med Hugh Jackman.
I 2004 spillede han sammen med Joaquin Phoenix i brandmandsfilmen Ladder 49 og alkoholikeren Bobby Long i den anmelderroste A Love Song for Bobby Long, hvor han spillede sammen med Scarlett Johansson. Året efter kom efterfølgeren til Get Shorty Be Cool. Hans seneste film er Wild Hogs, Hairspray, The Taking of Pelham 123, Old Dogs, From Paris with Love, Savages og Killing Season.

## Privat
Travolta har siden 1970'erne været troende scientolog. Han var gift med skuespilleren Kelly Preston fra 1989 og til dennes død i 2020.
Den 2. januar 2009 mistede John Travolta sin 16-årige søn Jett, da sønnen døde som følge af et slagtilfælde.

## Filmografi (i udvalg)
- 1975 – The Tenth Level
- 1975 – The Devil's Rain
- 1976 – The Boy In The Plastic Bubble
- 1976 – Carrie
- 1977 – Saturday Night Fever
- 1978 – Grease
- 1978 - Moment by Moment
- 1980 – Urban Cowboy
- 1983 – Staying Alive
- 1989 – Det er mig der snakker
- 1990 – Det er os der snakker
- 1994 – Pulp Fiction
- 1995 – Get Shorty
- 1996 – Michael
- 1996 – Phenomenon (Livets små mirakler)
- 1996 – Broken Arrow
- 1997 – Face/Off
- 1998 – Spillets regler
- 1999 – Generalens datter
- 2001 – Domestic Disturbance
- 2001 – Swordfish
- 2002 – Austin Powers in Goldmember
- 2003 – Basic
- 2004 – Punisher
- 2004 – A love song for Bobby Long
- 2004 – Ladder 49
- 2005 – Be Cool
- 2007 – Wild Hogs
- 2007 – Hairspray
- 2008 – Bolt
- 2009 – The Taking of Pelham 1 2 3
- 2009 – Old Dogs
- 2010 – From Paris With Love"
- 2012 - Savages	Dennis"
- 2013 - Killing Season"

## Trivia
John Travolta nævnes af Tommy Seebach i sangen Disco Tango fra 1979.